# 나나이로 하즈키
나나이로 하즈키(일본어: 七彩 はづき なないろ はづき[*], 7월 1일 - )는 다카라즈카 가극단 하나구미 소속 여역이다.
효고현 다카라즈카시, 시립 야마테다이중학교 출신이다. 키 162cm, 애칭은 "사-야", "몬짱"이다.

## 약력
2019년, 다카라즈카 음악학교 입학.
2021년, 다카라즈카 가극단 107기생으로 차석입단. 소라구미 공연 「셜록 홈즈／Délicieux!」로 초무대. 그 후, 하나구미에 배속.
2023년, 「덧없는 사랑」으로 신인공연 첫 히로인.

## 주요 무대
| 년도 | 소속 | 월            | 공연명                                 | 공연장                                 | 배역              | 신인공연                             | 비고               |
| ---- | ---- | ------------- | -------------------------------------- | -------------------------------------- | ----------------- | ------------------------------------ | ------------------ |
| 2021 | 소라 | 6 - 8         | 셜록 홈즈 -The Game Is Afoot!-         | 다카라즈카 대극장                      |                   |                                      | 초무대             |
| 2021 | 소라 | 6 - 8         | Délicieux -감미로운 파리-              | 다카라즈카 대극장                      |                   |                                      | 초무대             |
| 2021 | 하나 | 11 - 22년 2월 | 겐로쿠 바로크로크                      | 다카라즈카 대극장 도쿄 다카라즈카 극장 |                   |                                      |                    |
| 2021 | 하나 | 11 - 22년 2월 | The Fascimation!                       | 다카라즈카 대극장 도쿄 다카라즈카 극장 |                   |                                      |                    |
| 2022 | 하나 | 6 - 7         | 순례의 해 ~리스트 페렌츠, 영혼의 방황~ | 다카라즈카 대극장                      |                   | 델핀 게이 (본역 : 호시조라 미사키)   |                    |
| 2022 | 하나 | 6 - 7         | Fashionable Empire                     | 다카라즈카 대극장                      |                   | 델핀 게이 (본역 : 호시조라 미사키)   |                    |
| 2022 | 하나 | 8 - 9         | 순례의 해 ~리스트 페렌츠, 영혼의 방황~ | 도쿄 다카라즈카 극장                   |                   |                                      |                    |
| 2022 | 하나 | 8 - 9         | Fashionable Empire                     | 도쿄 다카라즈카 극장                   |                   |                                      |                    |
| 2022 | 하나 | 10 - 11       | 피렌체에 불타다                        | 전국투어                               | 마리에타 / 아리다 |                                      |                    |
| 2022 | 하나 | 10 - 11       | Fashionable Empire                     | 전국투어                               | 마리에타 / 아리다 |                                      |                    |
| 2023 | 하나 | 1             | 덧없는 사랑                            | 다카라즈카 대극장                      | 오필리아          |                                      |                    |
| 2023 | 하나 | 1             | ENCHANTEMENT - 화려한 향수-            | 다카라즈카 대극장                      | 오필리아          |                                      |                    |
| 2023 | 하나 | 2 - 3         | 덧없는 사랑                            | 도쿄 다카라즈카 극장                   | 오필리아          | 마리 베첼라 (본역 : 호시카제 마도카) | 신인공연 첫 히로인 |
| 2023 | 하나 | 2 - 3         | ENCHANTEMENT - 화려한 향수-            | 도쿄 다카라즈카 극장                   | 오필리아          | 마리 베첼라 (본역 : 호시카제 마도카) | 신인공연 첫 히로인 |
| 2023 | 하나 | 5             | 마이히메                               | 바우홀                                 |                   |                                      |                    |
| 2023 | 하나 | 7 - 10        | 원앙새 가합전                          | 다카라즈카 대극장 도쿄 다카라즈카 극장 |                   |                                      |                    |
| 2023 | 하나 | 7 - 10        | GRAND MIRAGE!                          | 다카라즈카 대극장 도쿄 다카라즈카 극장 |                   |                                      |                    |